# Békakonty
A békakonty vagy tojásdad békakonty (Neottia ovata) a kosborfélék családjába tartozó, Magyarországon védett növény.

## Megjelenése

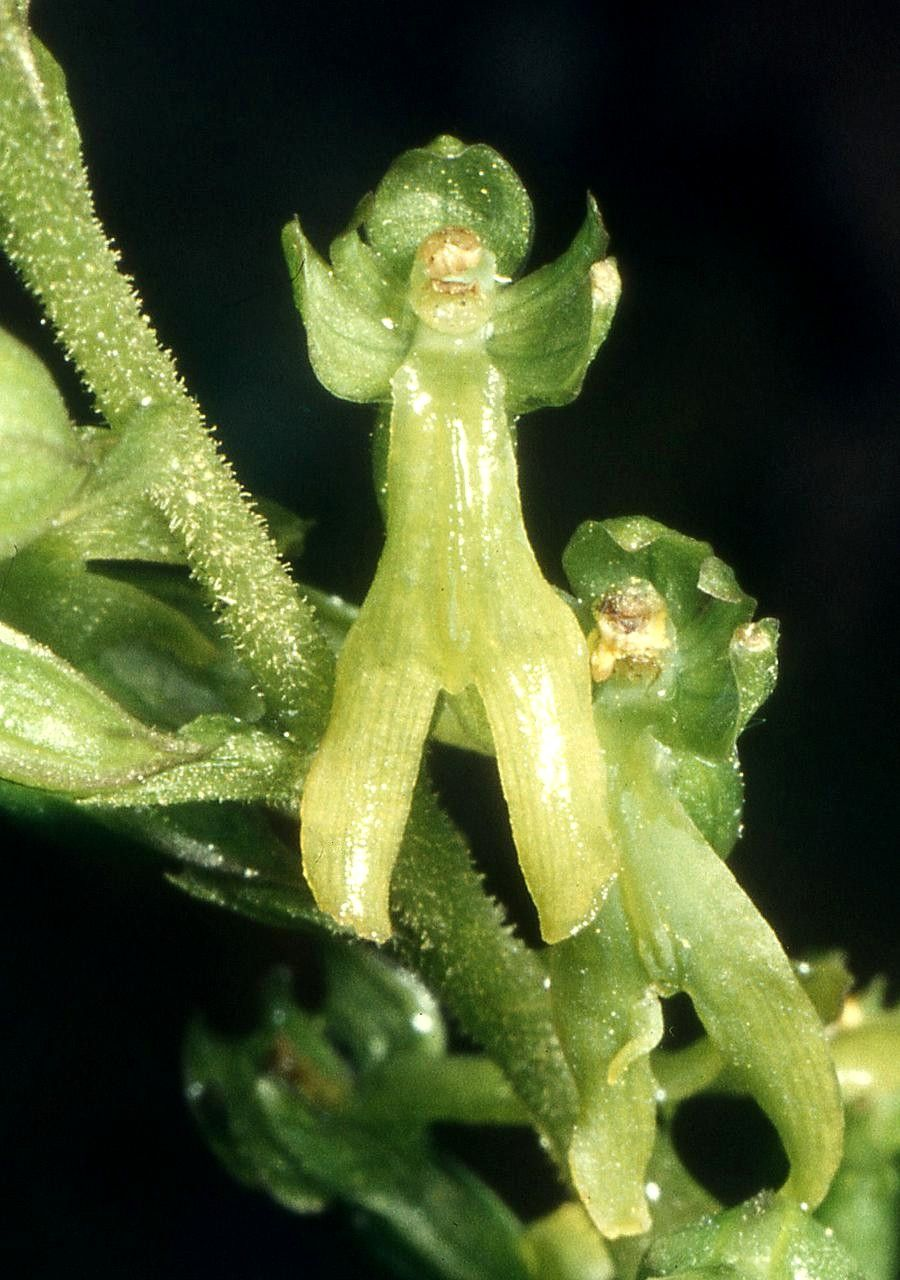
Virága

A békakonty 40–70 cm magas, lágyszárú, évelő növény. Gyöktörzse rövid, ikergumói nincsenek. A szár alsó harmadán, a földtől kb. 10–15 cm magasságban ered két (ritkábban három, esetleg négy) átellenes állású, ép szélű, széles tojásdad vagy kerekded, mélyen erezett levele. Hosszuk 6–13 cm, szélességük 4–8 cm. A szár a levelek alatt kopasz, fölötte a virágzat tengelye sűrűn mirigyszőrös. A murvalevelek kicsik, kb. akkorák mint a virágok kocsánya.
Május-júliusban virágzik. A virágzat 7–25 cm hosszú, 20-50 virágból álló, viszonylag tömött fürt. Az egyes virágok nem feltűnőek, zöldek vagy sárgászöldek, a lepellevelek (szirmok) széle esetleg vörösbarna lehet. A külső lepellevelek 4–5 mm hosszúak, 2 mm szélesek; a belsők hossza 3,7-4,7 mm, szélességük 0,9-1,2 mm. A mézajak mélyen, kb. a feléig kettéosztott, villás; színe szintén zöld. Hossza 7–11 mm, szélessége 4-6,5 mm.
Termése 5,5–7 mm hosszú, 3,5-4,5 mm vastag toktermés, amelyben 290-1200 apró mag található.

## Elterjedése
Eurázsiában honos. Elterjedésének határai nyugaton Izland és a Brit-szigetek; délen Szicília, Kréta és Törökország; keleten az Altáj és a Himalája északnyugati pereme. Magyarországon inkább hegy- és dombvidéki, ritkábban síksági erdőkben található meg. Leggyakoribb a Dunántúlon; megtalálható a Mátrában, a Bükkben, a Tornai-karszton és a Zemplénben. A Tiszántúlon és a Duna-Tisza-közén csak szórványosan fordul elő.

## Életmódja
Bükkösök, gyertyános-, cser- és homoki tölgyesek, ligeterdők, láperdők, kaszálók, szőrfűgyepek, láp- és hegyi rétek növénye. A talaj kémhatására nem különösen érzékeny, élőhelyein a pH 4,6-7,98 között változik (átlagosan 6,67). A félárnyékos helyeket, esetleg a napfényt preferálja, zárt lombkorona alatt ritkán virágzik.
Elszórt magvai gyakran egy évig is elfekszenek csírázás nélkül. A csírázáshoz a többi kosborfajhoz hasonlóan feltétlenül szükséges a gombafonalak (pl. Rhizoctonia, Epulorhiza fajok) jelenléte, amellyel a fiatal növény szimbiózist, mikorrhizát alakít ki. Négy évig csak a gomba táplálja, és csak ezután hajt ki a felszínen. Az első virágzásra további 11-12 év elteltével kerül sor. Várható élettartama 40-70 év körüli. Bár korai fejlődéséhez elengedhetetlen a gombafonalak segítsége, a felnőtt növény már gombamentes is lehet.
A békakonty március-áprilisban hajt ki. Május elejétől július közepéig virágzik, átlagos virágzási középnapja június 3. A magvak igen gyorsan, a beporzást követő 18-19. napra beérnek. Levelei ezután - még nyár közepén - megsárgulnak és lehullanak. Sok kosborfajtól eltérően nektárral vonzza magához a beporzó rovarokat, amelyet a mézajak felső részén választ ki. Megporzóként parazita darazsakat, bogarakat (pl. cserebogár), legyeket figyeltek meg. A beporzás hatékonysága igen jó, a virágok 80-96%-a termést érlel. Vegetatívan is szaporodhat a rizóma osztódása révén. 

## Természetvédelmi helyzete
A békakonty nem szerepel a Természetvédelmi Világszövetség Vörös listáján. Magyarországon eddig 408 flóratérképezési négyzetben találták meg; ebből 317 1990 óta is megvan, vagyis visszaszorulása 22%-os. Teljes hazai egyedszáma tízezres nagyságrendű lehet,  fennmaradása nem veszélyeztetett. 1988 óta védett, természetvédelmi értéke 10 000 Ft.    

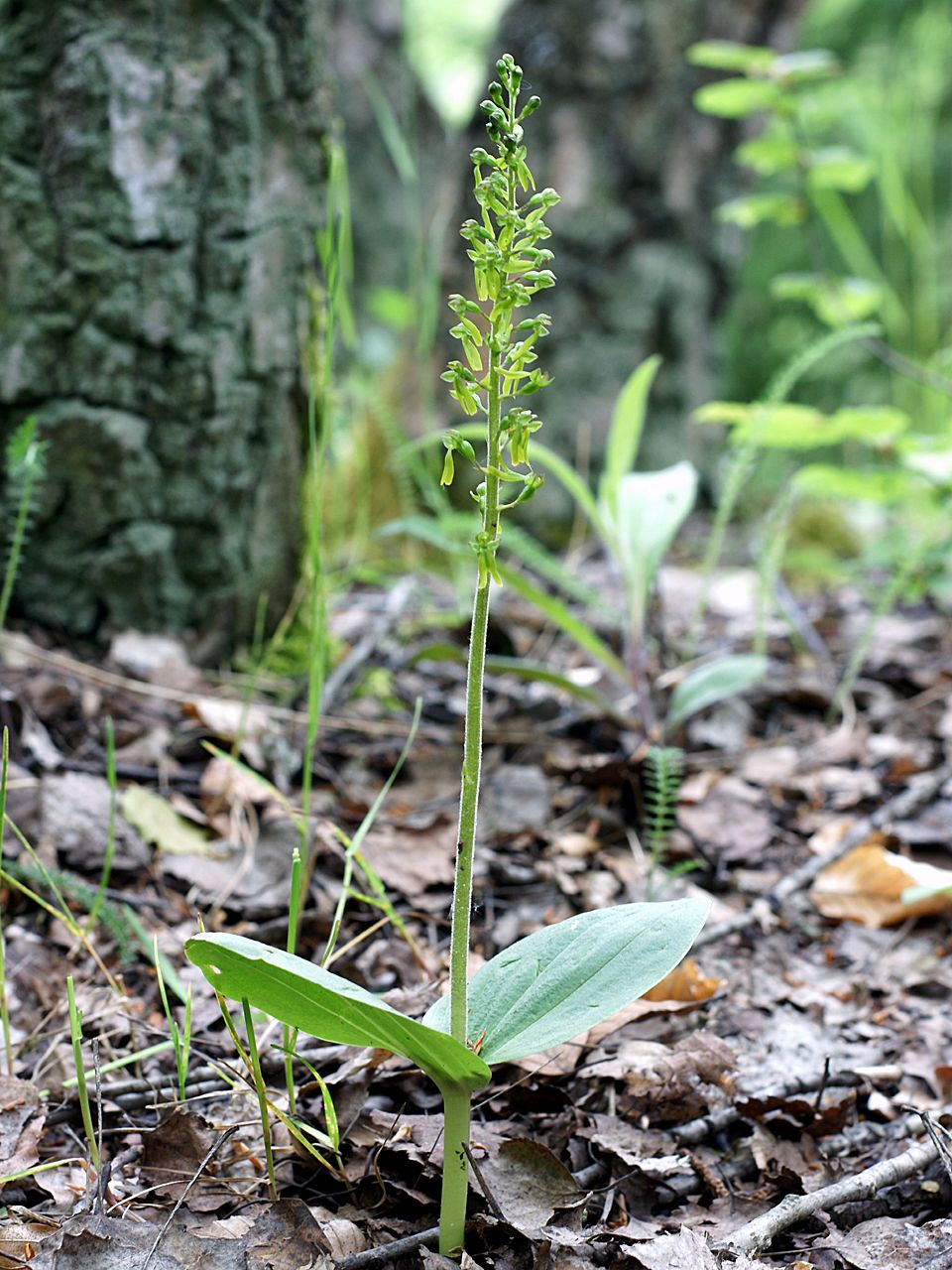
Békakonty
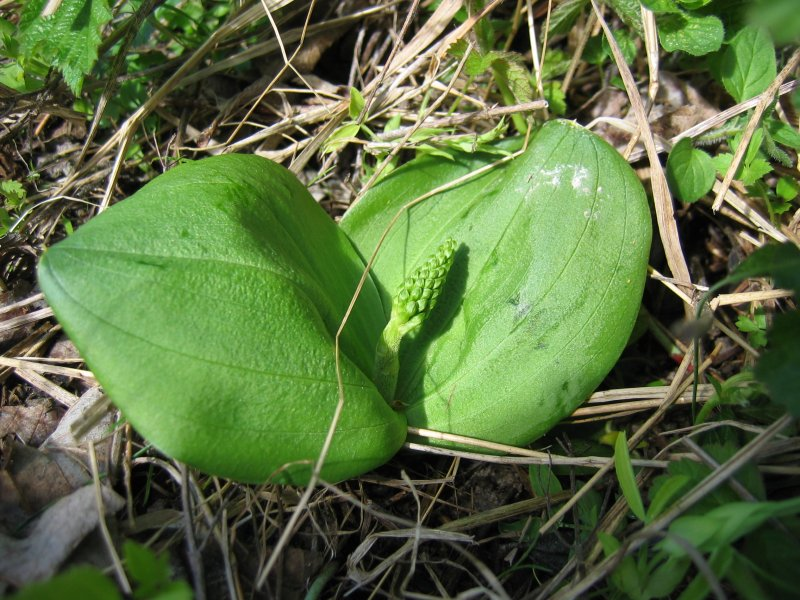
Fiatal hajtás
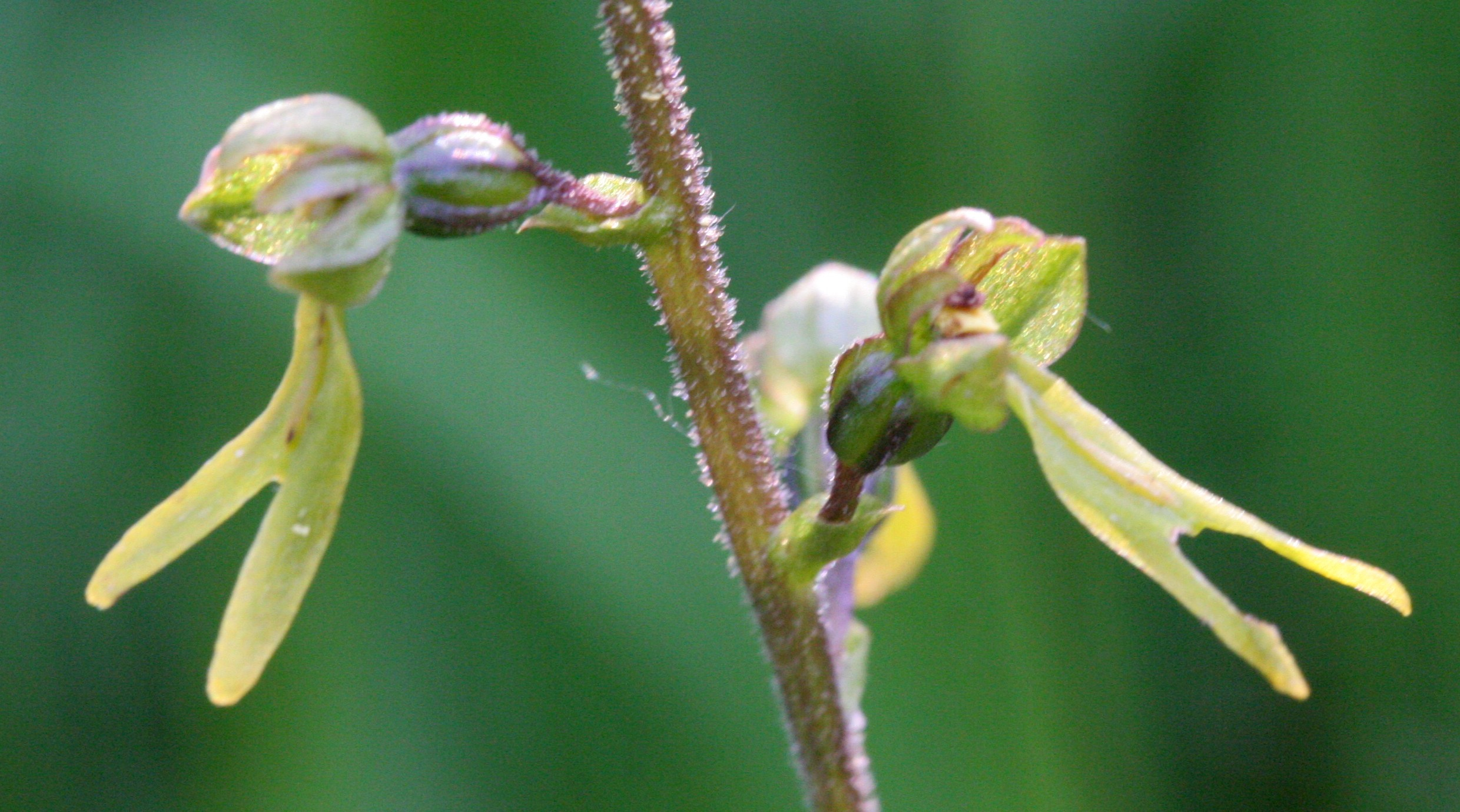
Virágai
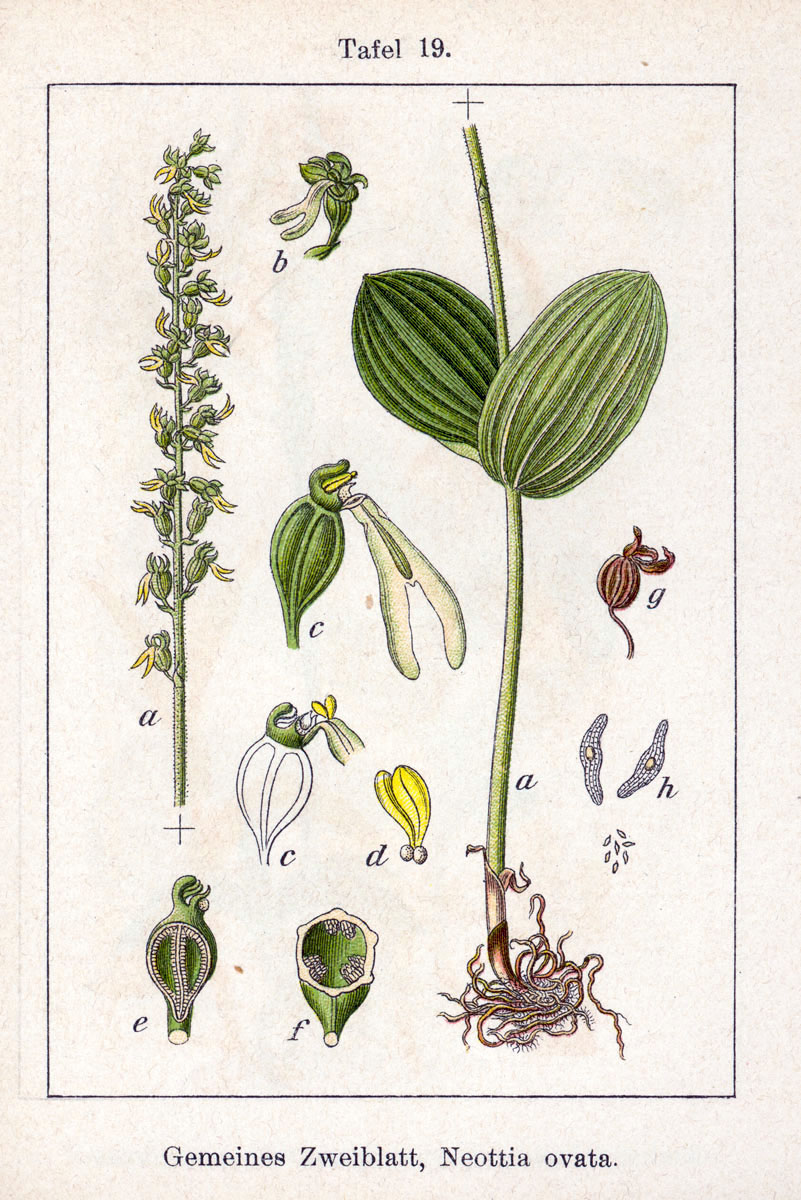
Ábrázolása a Deutschlands Flora in Abbildungen-ben (1796)